# Млын (Ровненская область)
Млын (укр. Млин) — село в Локницкой сельской общине Варашского района Ровненской области Украины.
До 2020 года входило в Заречненский район.
Население по данным 2021 года составляло 109 человек.
Население по переписи 2001 года составляло 166 человек. Почтовый индекс — 34013. Телефонный код — 3632. Код КОАТУУ — 5622284004.